# 神奈川県立平塚農業高等学校
神奈川県立平塚農業高等学校（かながわけんりつ ひらつかのうぎょうこうとうがっこう）は、神奈川県平塚市達上ヶ丘に本校を、三浦市初声町和田に初声分校を構えていた公立の農業高等学校。
2020年に神奈川県立平塚商業高等学校と合併し、神奈川県立平塚農商高等学校となった。平塚農業高校の本校舎は平塚農商高校の農業校舎として使用されている。また、初声分校の校舎は神奈川県立三浦初声高等学校の和田キャンパスとして使用されている。

## 歴史
1872年4月の元小田原藩藩校、県学校文武館の閉鎖を契機とする同年4月の共同学校の創立、1874年11月の同校の廃止とそれに伴う小田原師範学校への改称、1876年6月30日の同校内の中等科設置、1879年5月24日の横浜師範学校への統合による小田原師範学校の廃止、1879年10月の足柄上郡、足柄下郡、大住郡、淘綾郡、津久井郡、愛甲郡による六郡共立小田原中学校の創立と旧師範学校施設の引き継ぎ、1880年2月の津久井郡脱退による五郡共立小田原中学校への改称、同校の大住郡への移転問題に起因する1884年7月の同校の廃校、以上の経緯により1886年5月、大住郡、淘綾郡、足柄上郡が同校を大住郡金目村へ誘致することによって三郡共立学校が創立された。
そしてその後の経緯は以下である。1896年4月の大住郡、淘綾郡合併(中郡となる)による二郡共立学校への改称、1898年4月、足柄上郡脱退による中郡共立学校への改称、1900年3月の郡制改正施行による中郡立中郡学校への改称、国の実業教育政策に応じる形での1902年4月の中郡立中郡農業学校の開校、以上の経緯を経て同校は1908年4月に県に移管され平塚町達上西畑向原に移転し、神奈川県立農業学校となった。
その後、同校は以下の経緯をたどった。1920年に神奈川県立実業補習学校教員養成所を併設した。そして1930年の神奈川県立平塚農業学校への改称を経て、1948年4月の学制改革により新制高等学校となった。
学制改革後は以下の経緯をたどった。1950年に旧三浦郡初声村下宮田に初声分校を設立し、さらに同校は1953年に三浦市初声町和田に移転した。2007年に本校が県教育委員会から産業教育重点推進校の指定を受け、分校が環境・エネルギー教育重点推進校と地域や社会に開かれた教育活動の充実拠点校に指定された。2010年に分校が環境教育校の指定を受けた。

## 略歴
- 1872年（明治5年）4月 - 県学校文武館閉鎖。共同学校開校。
- 1874年（明治7年）11月 - 共同学校廃止。小田原師範学校と改称。
- 1876年（明治9年）6月 - 同師範学校内に中等科設置。
- 1879年（明治12年）
  - 5月 - 同師範学校廃止。横浜師範学校に統合。
  - 10月 - 足柄上下大住淘綾津久井愛甲6郡連合の中学校設置が許可される。
  - 11月 - 小田原師範学校の施設を引き継ぎ、六郡共立小田原中学校開校。
- 1880年（明治13年）2月 - 津久井郡が脱退。五郡共立小田原中学校と改称。
- 1884年（明治17年）7月 - 五郡共立小田原中学校廃校。
- 1885年（明治18年） - 同校を大住郡に誘致するための大住淘綾足柄上3郡の三郡共立学校設立の出願が許可される。
- 1886年（明治19年）5月 - 三郡共立学校の創立を決議し、県庁の許可を得て平塚市金目に開校。
- 1893年（明治26年）5月 - 金目小学校新築移転により同校舎買収。本校移転。
- 1896年（明治29年）4月 - 大住郡、淘綾郡合併により中郡、足柄上郡共立の二郡共立学校と改称。
- 1898年（明治31年）4月 - 足柄上郡が脱退。中郡共立学校と改称。
- 1899年（明治32年）7月 - 新校舎を南金目村に新築。本校移転。
- 1900年（明治33年）3月 - 郡制改正施行により、中郡立中郡学校と改称。
- 1902年（明治35年）4月 - 国の実業教育政策に応じる形で中郡立農業学校開校。農業科設置。
- 1903年（明治36年） - 県農業会、県立農業学校設立を建議。
- 1908年（明治41年）4月 - 神奈川県への移管により神奈川県立農業学校創立（創立年)。平塚町達上ヶ丘に移転。郡立農業学校も存続。
- 1909年（明治42年）1月 - 開校式。
- 1920年（大正9年） - 神奈川県立実業補習学校教員養成所を併設。
- 1930年（昭和5年） - 神奈川県立平塚農業学校となる。
- 1948年（昭和23年）4月 - 学制改革により本校名に改称。
- 1950年（昭和25年） - 旧三浦郡初声村下宮田に初声分校を設立。
- 1953年（昭和28年） - 初声分校が三浦市初声町和田に移転。
- 2007年（平成19年） - 県教委より本校が産業教育重点推進校の指定をうけ、分校が環境・エネルギー教育重点推進校と地域や社会に開かれた教育活動の充実拠点校の指定をうける。
- 2010年（平成22年） - 県教委より分校が環境教育校の指定を受ける。
- 2018年（平成30年） - 初声分校が神奈川県立三浦臨海高等学校と統合し、神奈川県立三浦初声高等学校に。
- 2020年（令和2年） - 神奈川県立平塚商業高等学校全日制と統合し、神奈川県立平塚農商高等学校となる。

## 設置学科
- 園芸科学科
- 食品科学科
- 生産流通科（現在は農業総合科）

## 日商簿記甲子園
- 2024年度、第1回全国高等学校日商簿記選手権大会（日商簿記甲子園）開催（日本商工会議所日商簿記検定施行70周年記念事業）の参加校である。

## 著名な出身者
三郡共立学校から中郡立中郡農業学校までの出身者
- 福井準造（政治家、社会主義研究者。衆議院議員。慶應義塾卒）
- 猪俣松五郎（政治家、教育者。金目村村長、同村議、中郡議、前身校創立維持功労者）
- 前田夕暮（歌人。中郡共立学校中退）

神奈川県立農業学校以後の出身者
- 野村収（元プロ野球選手）
- 榊原政敏（歌手。ダ・カーポメンバー）
- 高山松太郎（神奈川県伊勢原市長、元神奈川県議会議員）
- TATSU（手話パフォーマーユニット「HANDSIGN」メンバー）

## 交通
本校
JR東海道線平塚駅よりバス15分「農業高校」下車すぐ。
初声分校
京急久里浜線三崎口駅よりバス「和田」下車 徒歩10分。